# Alfombra roja

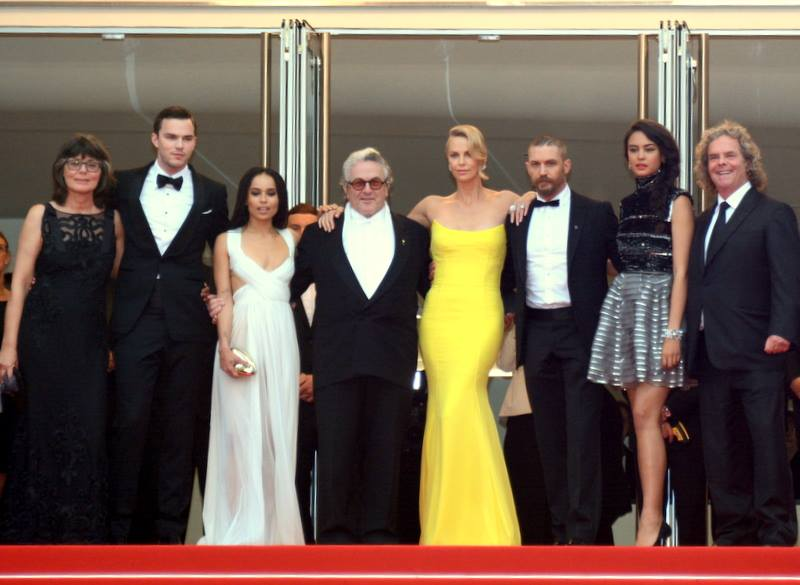
Alfombra roja en el Festival de Cannes 2015, durante el prestreno de Mad Max: Fury Road.

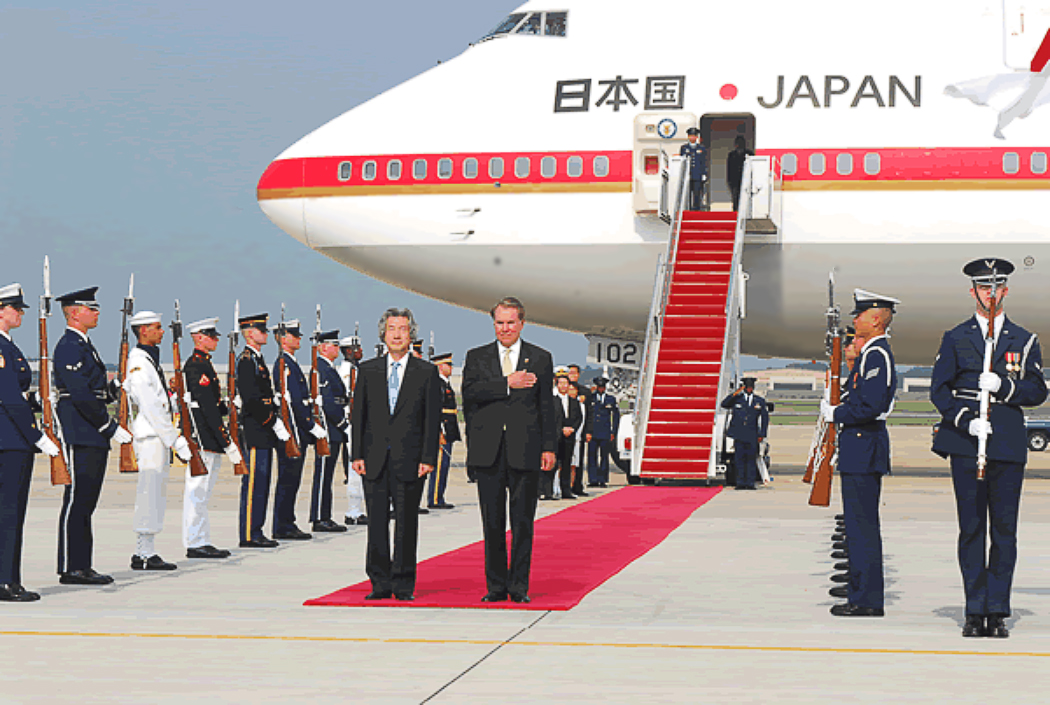
El primer ministro de Japón, Junichiro Koizumi, llegando a la Base de la Fuerza Aérea Andrews en Estados Unidos.

La alfombra roja se utiliza tradicionalmente para marcar la ruta que toman los jefes de Estado en ocasiones ceremoniales y formales, y en las últimas décadas se ha extendido para que la utilicen personalidades importantes y celebridades en eventos formales.
La alfombra roja más larga del mundo mide 6.358,60 metros y fue expuesta y usada en las calles de la ciudad de Almería, España. Tal hazaña sirvió a la ciudad del sur de España para lograr entrar en el Libro Guinness de los récords.

## Historia
La primera referencia conocida de una alfombra roja en la literatura es en la obra de teatro Agamenón, escrita por Esquilo en el 458 a. C. Cuando el personaje protagónico, Agamenón, regresa de Troya, es recibido por su vengativa esposa, Clitemnestra, quien le ofrece un sendero rojo para que lo recorra.
Las alfombras orientales en las pinturas del Renacimiento a menudo muestran tapetes y tapices de predominante color rojo, pero con patrones, dispuestas a los pies de tronos o estrados donde se colocan gobernantes o figuras sagradas.
Una alfombra roja fue extendida cerca de un río para dar la bienvenida al presidente de los Estados Unidos, James Monroe, en 1821. En 1902, la compañía de ferrocarriles New York Central Railroad utilizó alfombras de felpa carmesí para dirigir a sus pasajeros mientras abordaban el tren 20th Century Limited.
Las alfombras desenrolladas pueden ser potencialmente peligrosas. En el 2010, cuando el papa Benedicto XVI llegó al Aeropuerto de Edimburgo en medio de fuertes ráfagas de viento, la alfombra roja fue retirada para resguardar su integridad.

## Eventos publicitarios

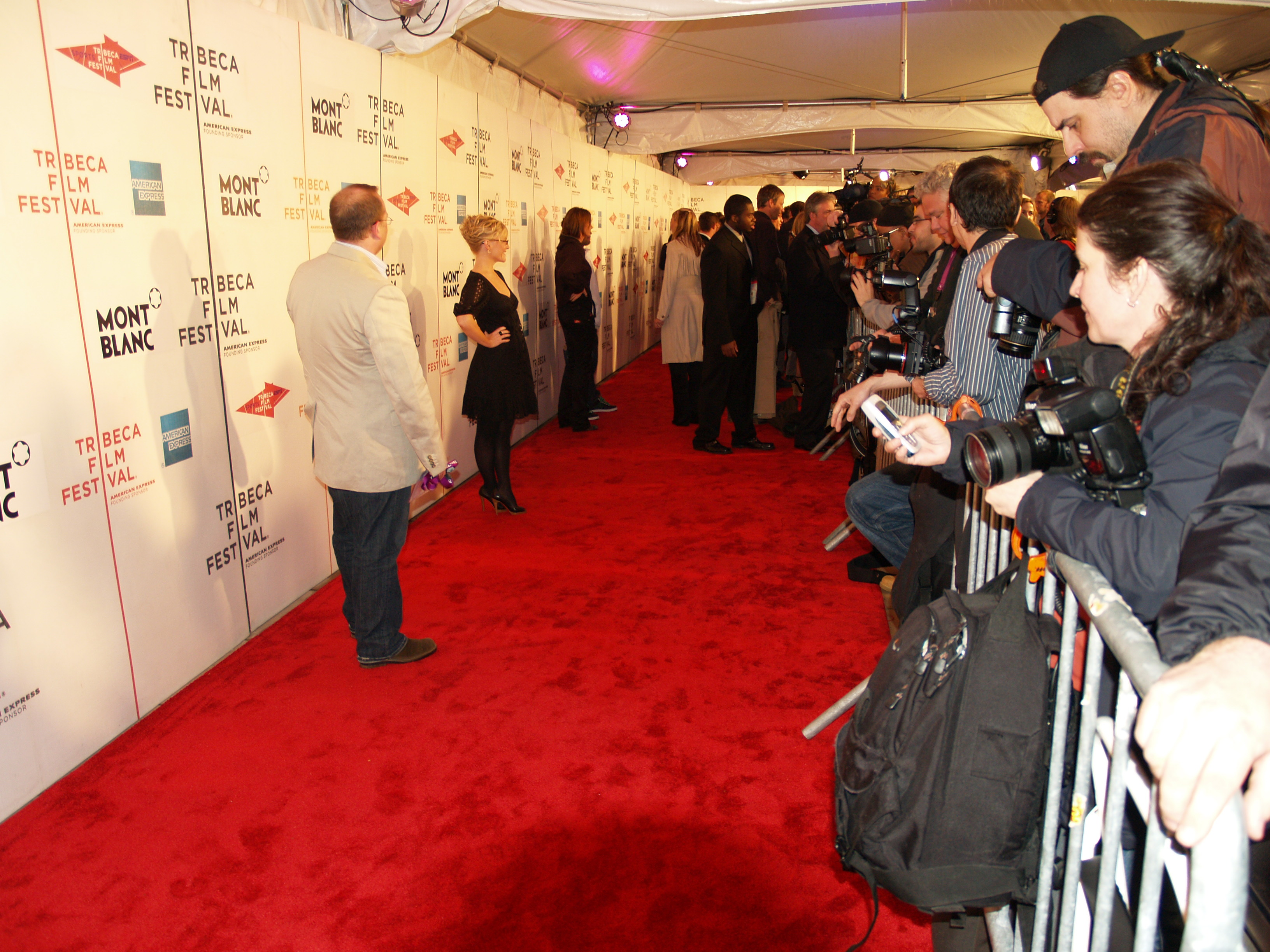
La alfombra roja del Festival de Cine de Tribeca de 2007.

La alfombra roja también es usada en eventos de gala, como los premios Óscar, el baile del Instituto del Vestido y los premios BAFTA. Aunque los premios se entregan en el interior de los recintos, mucha de la publicidad se desarrolla afuera, donde los periodistas comentan la moda de los asistentes y los fotógrafos retratan a las celebridades a su llegada. Este tipo de eventos son una vitrina internacional para la industria de la moda. Las alfombras rojas, a menudo, están adornadas por paneles publicitarios que exhiben logotipos o emblemas para efectos promocionales.

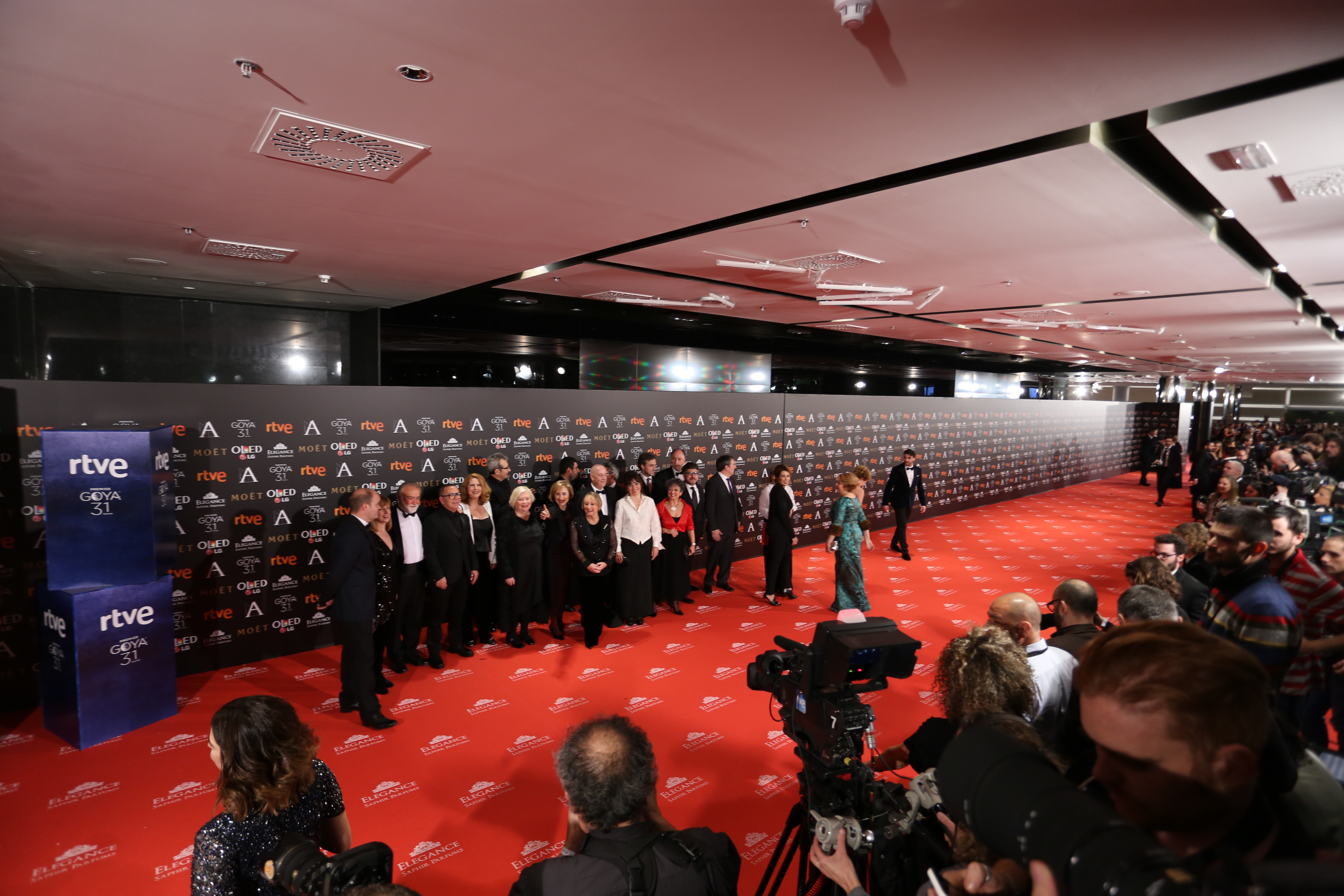
Alfrombra roja Premios Goya en 2017

Las alfombras de otros colores pueden reemplazar a las rojas en ciertas ocasiones para darle énfasis a una marca auspiciadora o a un concepto, por ejemplo, en los premios Nickelodeon's Kids' Choice Awards la alfombra es naranja porque el logotipo de Nickelodeon es de ese color. 
Las alfombras rojas también suelen desplegarse en estrenos de películas, festivales de cine y en eventos ajenos a la realeza o a las celebridades, como las bodas.